# Šume (okręg szumadijski)
Šume (cyr. Шуме) – wieś w Serbii, w okręgu szumadijskim, w gminie Topola. W 2011 roku liczyła 508 mieszkańców.